# Интегрированное обучение
Под интеграцией в педагогическом процессе исследователи понимают одну из сторон процесса развития, связанную с объединением в целое ранее разрозненных частей. Этот процесс может проходить как в рамках уже сложившейся системы, так в рамках новой системы. Сущность процесса интеграции — качественные преобразования внутри каждого элемента, входящего в систему.
Проблемы интеграции в педагогике рассматриваются в разных аспектах в трудах многих исследователей. В работах В. В. Краевского, А. В. Петровского, Н. Ф. Талызиной рассматриваются вопросы интеграции педагогики с другими науками. Г. Д. Глейзер и В. С. Леднёв раскрывают пути интеграции в содержании образования. В работах Л. И. Новиковой и В. А. Караковского раскрыты проблемы интеграции воспитательных воздействий на ребёнка. Интеграция в организации обучения рассматривается в трудах С. М. Гапеенкова и Г. Ф. Федорец. Названными и другими учёными определены методологические основы интеграции в педагогике: философская концепция о ведущей роли деятельности в развитии ребёнка; положение о системном и целостном подходе к педагогическим явлениям; психологические теории о взаимосвязи процессов образования и развития. Опираясь на выделенные методологические положения, учёные выделяют ряд понятий: процесс интеграции, принцип интеграции, интегративные процессы, интегративный подход.
Принцип интеграции предполагает взаимосвязь всех компонентов процесса обучения, всех элементов системы, связь между системами. Он является ведущим при разработке целеполагания, определения содержания обучения, его форм и методов.
Интегративный подход означает реализацию принципа интеграции в любом компоненте педагогического процесса, обеспечивает целостность и системность педагогического процесса.
Интегративные процессы являются процессами качественного преобразования отдельных элементов системы или всей системы. Многие исследования в отечественной дидактике и в теории воспитания опираются на выше перечисленные положения при разработке конкретных путей совершенствования образовательного процесса.

## Коррекционная педагогика
В специальной (коррекционной) педагогике подход к интеграции глубоко своеобразен. В работе Н. М. Назаровой это понятие определяется следующим образом: «В самом общем виде применительно к специальной педагогике термин „интеграция“ означает процесс, результат и состояние, при которых инвалиды и иные члены общества, имеющие ограниченные возможности здоровья, интеллекта, сенсорной сферы и другое, не являются социально обособленными или изолированными, участвуя во всех видах и формах социальной жизни вместе и наравне с остальными. В системе образования, на всех её ступенях интеграция означает реальную, а не декларируемую возможность минимально ограничивающей альтернативы для детей, подростков, молодёжи с проблемами в развитии — обучение или в специальном образовательном учреждении, или, с равными возможностями, в образовательном учреждении общего вида, например, в учреждениях общего среднего образования» . Схожее определение даётся и в работе М. И. Никитиной: «Под процессом интеграции лиц с особенностями развития в коррекционной педагогике понимается процесс включения этих лиц во все сферы жизни общества как равноправных его членов, освоение ими достижений науки, культуры, экономики, образования» .
В работах Н. Н. Малофеева и Н. Д. Шматко процесс интеграции рассматривается следующим образом: интеграция детей с особыми образовательными потребностями в обычные образовательные учреждения. Сегодня это уже мировой процесс, в который вовлечены все высоко развитые страны. Такой подход, как отмечают исследователи, к образованию детей с особыми нуждами вызван к жизни множеством причин различного характера. Совокупность их можно обозначить как социальный заказ общества и государства, достигших определённого уровня экономического, культурного и правового развития. Интеграция определяется как закономерный этап развития системы специального образования, связанный в любой стране мира, в том числе и в России, с переосмыслением обществом и государством своего отношения к инвалидам, с признанием их прав на предоставление равных с другими возможностей в разных областях жизни, включая образование.
В работах об интеграции детей с отклонениями в развитии вводится такое понятие, как социально-культурная интеграция. Содержание этого понятия разработано в исследованиях Д. Л. Шамсутдиновой. «Социально-культурную интеграцию можно представить как систему взаимосвязанных мероприятий и акций, нацеленных на минимизацию или разрешение проблем, вызванных определёнными издержками в сфере реабилитации, социализации, инкультурации и т. д.»
Н. М. Назарова отмечает, что термин интеграция имеет многозначные и вариативные трактовки . Составной частью интеграции детей с отклонениями в развитии в общество является их интеграция в общеобразовательные учреждения, где они получают возможность совместного обучения с нормально развивающимися сверстниками. В отечественной специальной педагогике используется целый ряд терминов, определяющих процессы совместного обучения детей с отклонениями в развитии и нормально развивающихся. Наиболее часто употребляемый термин — интегрированное обучение. М. И. Никитина, анализируя интегрированное обучение, даёт его определение, ссылаясь на проект закона РФ «О специальном образовании»: "Под интегрированным обучением понимается «совместное обучении лиц, имеющих физические и (или) психические недостатки, и лиц, не имеющих таких недостатков, с использованием специальных средств, методов и при участии педагогов-специалистов» . Схожее определение интегрированного обучения даётся С. С. Степановым: «Интегрированное обучение аномальных детей — обучение и воспитание детей с различными дефектами психофизического развития в учреждениях общей системы образования вместе с нормально развивающимися детьми» . Термин интегрированное обучение используется в работах ведущих учёных в области специального образования: Л. С. Волковой, Н. Н. Малофеева, Н. М. Назаровой, М. И. Никитиной, Л. П. Уфимцева, Н. Д. Шматко и др. Наряду с этим термином используется термин интегрированное обучение и воспитание, интегрированное образование. Однако в их содержание авторы вкладывают схожий смысл.
Помимо работ, анализирующих подходы к интеграции и интегрированному обучению, написанных в рамках специального образования, имеются монографические исследования, посвящённые данному вопросу, написанные в рамках общей педагогики и социологии образования . Д. В. Шамсутдинова использует понятие социально- культурная интеграция, содержание которого перекликается с содержанием понятия интеграция, используемым в специальной педагогике.